# Кінгстон (Оклахома)
Кінгстон (англ. Kingston) — місто (англ. town) в США, в окрузі Маршалл штату Оклахома. Населення — 1431 особа (2020).

## Географія
Кінгстон розташований за координатами 33°59′52″ пн. ш. 96°41′43″ зх. д. / 33.99778° пн. ш. 96.69528° зх. д. (33.997895, -96.695227).  За даними Бюро перепису населення США в 2010 році місто мало площу 9,04 км², уся площа — суходіл.

## Демографія
Згідно з переписом 2010 року, у місті мешкала 1601 особа в 620 домогосподарствах у складі 401 родини. Густота населення становила 177 осіб/км².  Було 740 помешкань (82/км²).
Расовий склад населення:
| - 74,5 % — білих - 17,9 % — корінних американців - 0,4 % — чорних або афроамериканців - 1,4 % — осіб інших рас |

До двох чи більше рас належало 5,9 %. Частка іспаномовних становила 5,4 % від усіх жителів.
За віковим діапазоном населення розподілялося таким чином: 28,4 % — особи молодші 18 років, 53,9 % — особи у віці 18—64 років, 17,7 % — особи у віці 65 років та старші. Медіана віку мешканця становила 38,9 року. На 100 осіб жіночої статі у місті припадало 94,5 чоловіків;  на 100 жінок у віці від 18 років та старших — 86,2 чоловіків також старших 18 років.
Середній дохід на одне домашнє господарство  становив 43 414 долари США (медіана — 31 780), а середній дохід на одну сім'ю — 54 605 доларів (медіана — 41 813). Медіана доходів становила 35 278 доларів для чоловіків та 25 197 доларів для жінок. За межею бідності перебувало 17,0 % осіб, у тому числі 22,9 % дітей у віці до 18 років та 11,6 % осіб у віці 65 років та старших.
Цивільне працевлаштоване населення становило 613 особи. Основні галузі зайнятості: освіта, охорона здоров'я та соціальна допомога — 22,0 %, виробництво — 19,1 %, роздрібна торгівля — 18,8 %.